# Thursday (chanson des Pet Shop Boys)
Singles de Pet Shop Boys feat. Example
Love Is a Bourgeois Construct
(2013) Fluorescent
(2014)
Thursday est une chanson du duo britannique Pet Shop Boys, avec la participation du rappeur Example, extraite du douzième album studio des Pet Shop Boys, Electric, paru le 14 juillet 2013.
Le 4 novembre 2013, la chanson a été publiée en single.
Le single a atteint la 61e place au Royaume-Uni.